# إيشي سميث
إيشي سميث (بالإنجليزية: Ishe Smith)‏ مواليد 22 يوليو 1978 في نيفادا، الولايات المتحدة، هو ملاكم أمريكي يصنف ضمن فئة وزن خفيف المتوسط.

## إحصائيات
خاض خلال مسيرته 35 نزالا، فاز في 27 وخسر في 8. فاز بالضربة القاضية في 12 نزالا.

## روابط خارجية
- إيشي سميث على موقع بوكس ريك (الإنجليزية) (registration required)